# Medono (Bener)
Medono is een bestuurslaag in het regentschap Purworejo van de provincie Midden-Java, Indonesië. Medono telt 1120 inwoners (volkstelling 2010).